# La Bisbal de Montsant
La Bisbal de Montsant è un comune spagnolo di 248 abitanti situato nella comunità autonoma della Catalogna.